# Sean Maye
Pour les articles homonymes, voir Maye.
Sean Maye (né le 24 juin 1966) est un athlète américain spécialiste du 400 mètres.
En 1997, Sean Maye remporte le titre du relais 4 × 400 m lors des Championnats du monde en salle de Paris-Bercy. L'équipe américaine, composée par ailleurs de Mark Everett, Jason Rouser et Deon Minor s'impose en 3 min 04 s 93 devant la Jamaïque et la France.
Son record personnel sur 400 m est de 46 s 36, établi en 1994 à San José.

## Palmarès
| Année | Compétition                    | Lieu  | Place | Épreuve   |
| ----- | ------------------------------ | ----- | ----- | --------- |
| 1997  | Championnats du monde en salle | Paris | 1er   | 4 × 400 m |